# 上原英治
上原 英治（うえはら ひではる、1936年2月9日 - ）は、日本の実業家。東京ガス相談役・前会長・元社長・経団連理事、経済同友会幹事を歴任。

## 人物・来歴
東京府生まれ。目黒区立中目黒小学校、海城中学校・高等学校を経て、1959年一橋大学商学部卒業。大学では会計学松本雅男教授ゼミナールに参加。
学生時代は剣道に打ち込み（段位は3段）、その縁で本田弘敏と知り合い1959年東京ガス株式会社へ入社。1988年、営業計画部長に就く。東ガスきっての営業のプロとも称された。1991年経理部長、1992年取締役総合企画部長、1993年常務取締役総合企画部長。東京電力の南直哉と交流を深めた。1995年代表取締役専務取締役、1996年代表取締役専務取締役事業開発本部長。設備投資が膨らみ借入金が増大する中、敢えてガス料金の値下げに踏み切り、経営合理化・効率化の陣頭指揮を執った。1998年代表取締役副社長、1999年代表取締役社長、2003年代表権取締役副会長、2006年代表取締役会長。2007年から取締役相談役。
元東京ガス代表取締役社長。2006年から社団法人日本ガス協会副会長。社団法人日本経済団体連合会理事、社団法人経済同友会幹事、社団法人企業研究会副会長、国立大学法人一橋大学経営協議会委員学外委員、財団法人日本ファッション協会理事、有限責任中間法人都市ガス振興センター代表理事、財団法人建築環境・省エネルギー機構理事、財団法人省エネルギーセンター理事等も歴任。
元ジャパンフットボールリーグ（旧JFL）評議会会長。東京ガス常務時に、部下の鳥原光憲（後の同社代表取締役社長）から頼まれ同職に就いた。
1993年、東京スタジアム建設が決定し、東京ガスサッカー部（現FC東京）のJリーグ参入を期待する声も上がったが、上原は現時点での参入は性急であるとしてサッカー部の部長だった鳥原らを諌め、地域での足固めを説いた。旧JFL内で東京ガスが力を付け、また、Jリーグ2部制導入（J2の創設）が決まった1997年からは、鳥原と共に社の方針を固めると同時に、知己の南が副社長を務める東京電力を始めとして産官へ同クラブへの助力を働きかけ、プロ化に貢献した。

## 著作
- 「トップ講演 経営環境激変時代における企業変革の推進 トップリーダーとしてのミッション」Business research (967)、2004.12
- 「盤石な経営スタンスで迅速・柔軟・果敢な戦略展開を 上原英治 東京ガス（BRI創立55周年記念特別号）--（第1部 インタビューで探る 21世紀の経営展望とBRIの新しい役割）」Business research (959)、2004.4
- 「新しい公益事業への取り組み」『BRI経営者講演録2004』企業研究会、2003.12
- 「トップ講演 規制から競争へ 新しい公益事業への取り組み」Business research (954)、2003.12
- 「都市ガストップインタビュー 上原英治（東京ガス社長） ビジネスモデルを変革し関東で勝負する! 」（小峰純と共著）エネルギーフォーラム49(577)、2003.1
- 「都市ガストップインタビュー 上原英治（東京ガス社長） 大提携時代を睨んだ東京ガスの経営革新」（小峰純と共著）、エネルギーフォーラム47(561)、2001.9]
- 「21世紀の課題 上原英治・東京ガス社長に聞く 投資意欲がわく自由化の設計を」エネルギー34(4)、2001.4
- 「編集長インタビュー (390) 東京ガス社長・上原英治 競争力強化へ固定費削減が勝負 将来は燃料電池技術に賭ける」坪井賢一と共著）週刊ダイヤモンド89 (13)、2001.3

　*「インタビュー 上原英治・東京ガス社長--叩き合いではお客様不在。競争と協調だ（特集 自由化1年… 電力大乱）」エコノミスト79(11) 2001.3
- 「都市ガスインタビュー 「株式会社」を意識した東京ガスの中期経営計画」（小峰純と共著）エネルギーフォーラム46、2000.04
- 「エネルギーインタビュー 「新しい公益事業」の推進でエネルギー間競争時代へ挑む--東京ガス社長上原英治氏」エネルギー33 (3)、2000.03
- 「経営トップに聞く 東京ガス社長 上原英治"ネオ・ルネッサンス時代"迎える東京ガス」政経往来53 (10)、1999.11
- 「エネルギーインタビュー 需要を喚起する営業力の強化を目指す 東京ガス社長 上原英治氏」エネルギー32 (10)（通号 380）、1999.10
- 「キーパーソン 上原英治/東京ガス社長--フットワークのいい公益事業が目標」週刊東洋経済（通号 5573）1999.07
- “東京ガス社長 上原英治「天然ガス自動車の普及など需要拡大とコストダウンで構造改革を進めます」”. 財界 1191号 (財界研究所). (1999-07-27).